# 솔렌 리고
솔렌 리고(Solène Rigot, 1992년 ~ )는 프랑스의 배우이다.

## 출연 작품
- 라이트 데어에프터 (2017)
- 그 누구도 아닌 (2016)
- 에프터 더 배틀 (2014)
- 소녀의 첫경험 (2013)
- 라 벨 비 (2013)
- 토네르 (2013)
- 더 문 차일드 (2011)
- 17 걸스 (2011)